# Aoujeft
Aoujeft (även: Oujeft, arabiska: أوجفت) är en stad och kommun i västra delen av regionen Adrar i västra Mauretanien. Staden hade 2 536 invånare vid den senaste befolkningsräkningen år 2013. Kommunens befolkningsantal var 3 809 invånare på en areal av 474,2 kvadratkilometer.